# Ophrys speculum
L'ofride specchio (Ophrys speculum Link, 1800) è una pianta appartenente alla famiglia delle Orchidacee.

## Descrizione

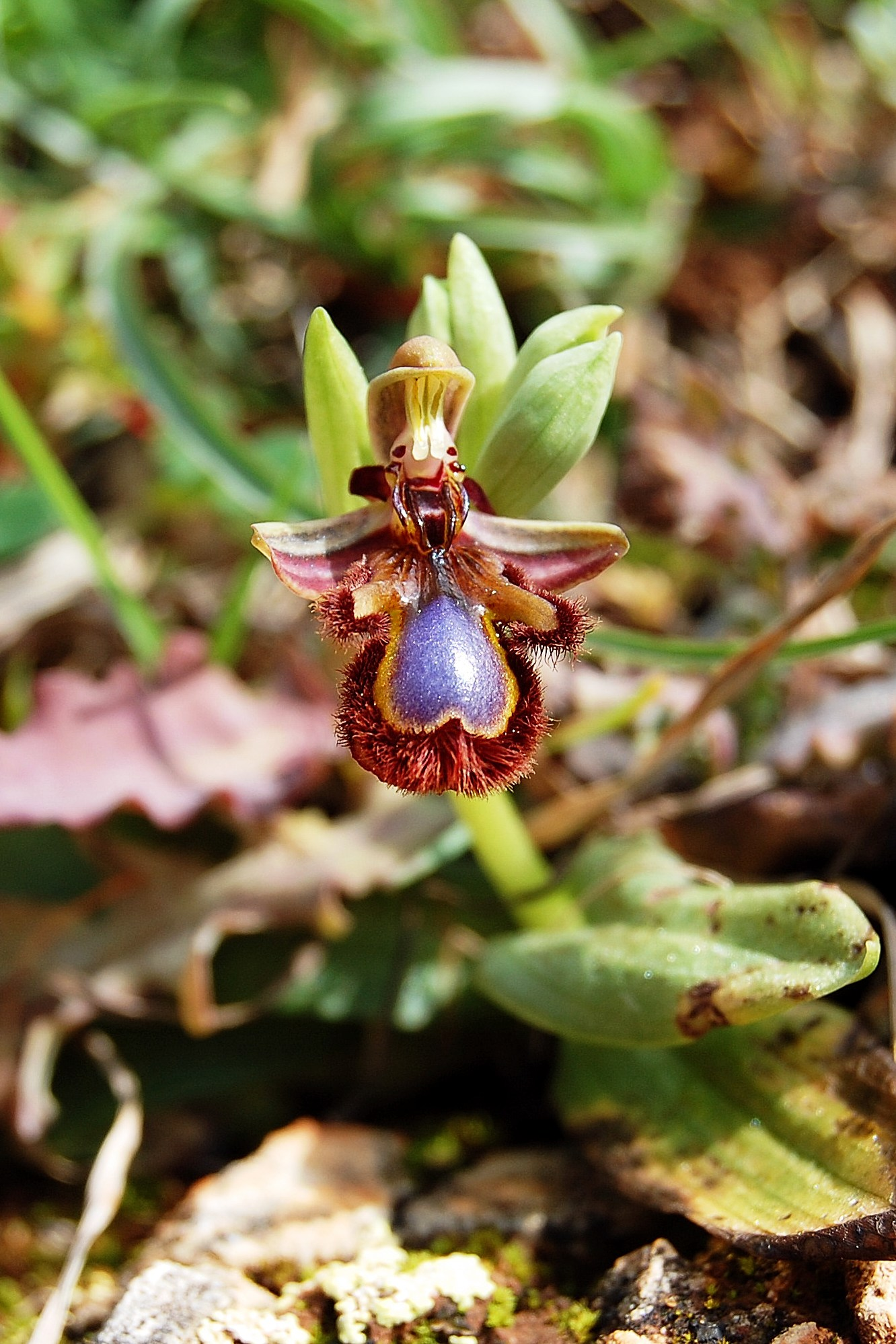

È una pianta erbacea geofita bulbosa, alta 5–20 cm, con foglie inferiori ovato-lanceolate, disposte a rosetta, e foglie superiori avvolgenti e brattee larghe e concave.

L'infiorescenza raggruppa da 2 a 8 fiori con sepali laterali divergenti, di colore verdastro con striature brune e sepalo mediano oblungo, con apice tondo, di colore bruno;  i petali sono corti, pubescenti, di color porpora.

Il labello è trilobato, bordato da una fitta peluria bruno-rossastra; il lobo mediano più grande, ovato, è quasi interamente occupato da una macula argenteo-bluastra bordata di giallo, che costituisce l'elemento distintivo della specie, mentre i lobi laterali sono lanceolati, giallo-rossastri. Il ginostemio, nascosto dai sepali, è corto e con apice arrotondato.
Fiorisce da marzo ad aprile.

## Biologia

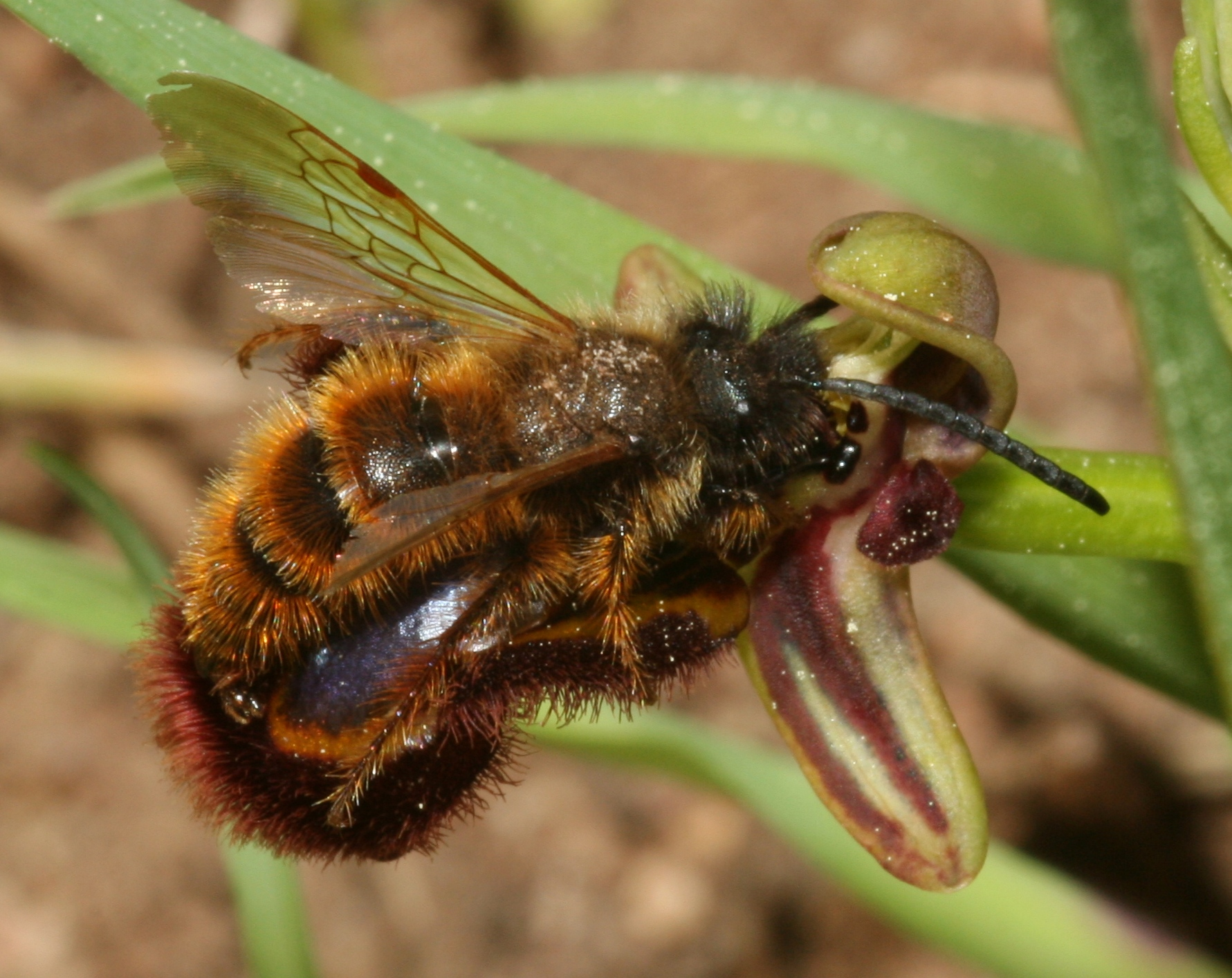
Pseudocopulazione di Dasyscolia ciliata su O. speculum

Si riproduce prevalentemente per impollinazione entomofila, ad opera dell'imenottero vespoideo Dasyscolia ciliata. I maschi di questa specie sono attratti sia dal mimetismo sessuale del labello, che con la sua pelosità ricorda loro l'addome della femmina, ma soprattutto grazie alla produzione di sostanze volatili simili ai feromoni delle femmine.
Nelle aree in cui l'insetto pronubo è assente, può riprodursi per moltiplicazione vegetativa.

## Distribuzione e habitat
È una specie mediterranea, presente in Portogallo, Spagna e Francia, dove tuttavia non è molto comune. Segnalata anche in Marocco, Algeria, Tunisia e Libia, in diverse isole dell'Egeo, in Anatolia e nel Libano.

In Italia è comune in Sicilia e Sardegna, rara nel resto della penisola (segnalata in Toscana, Umbria, Lazio e, meno frequentemente, in Emilia-Romagna, Abruzzo e Puglia).
Cresce in ambienti di prateria mediterranea, gariga e macchia aperta, con predilezione per i terreni calcarei, da 0 a 1.200 m di altitudine.

## Tassonomia

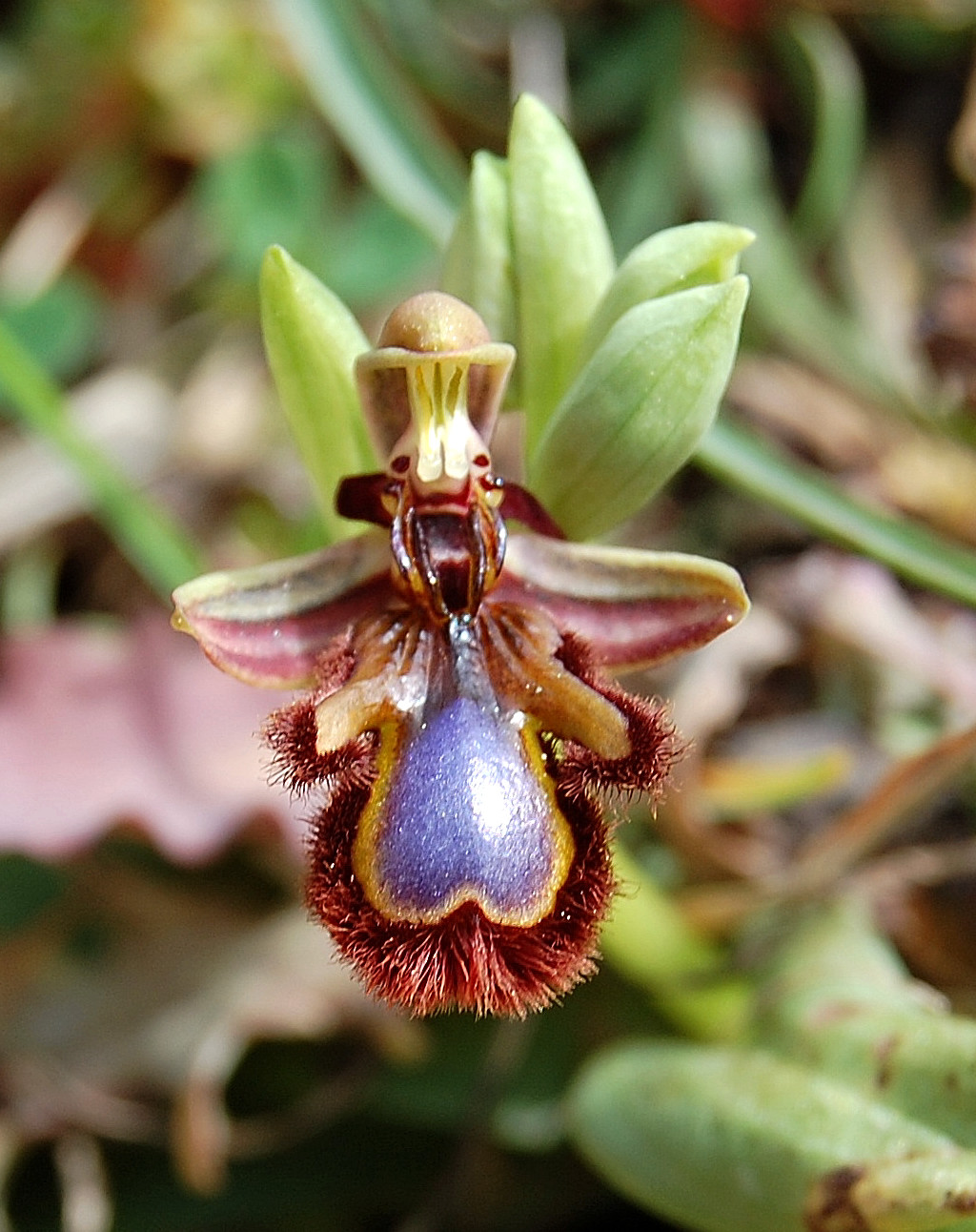
O. speculum subsp.speculum

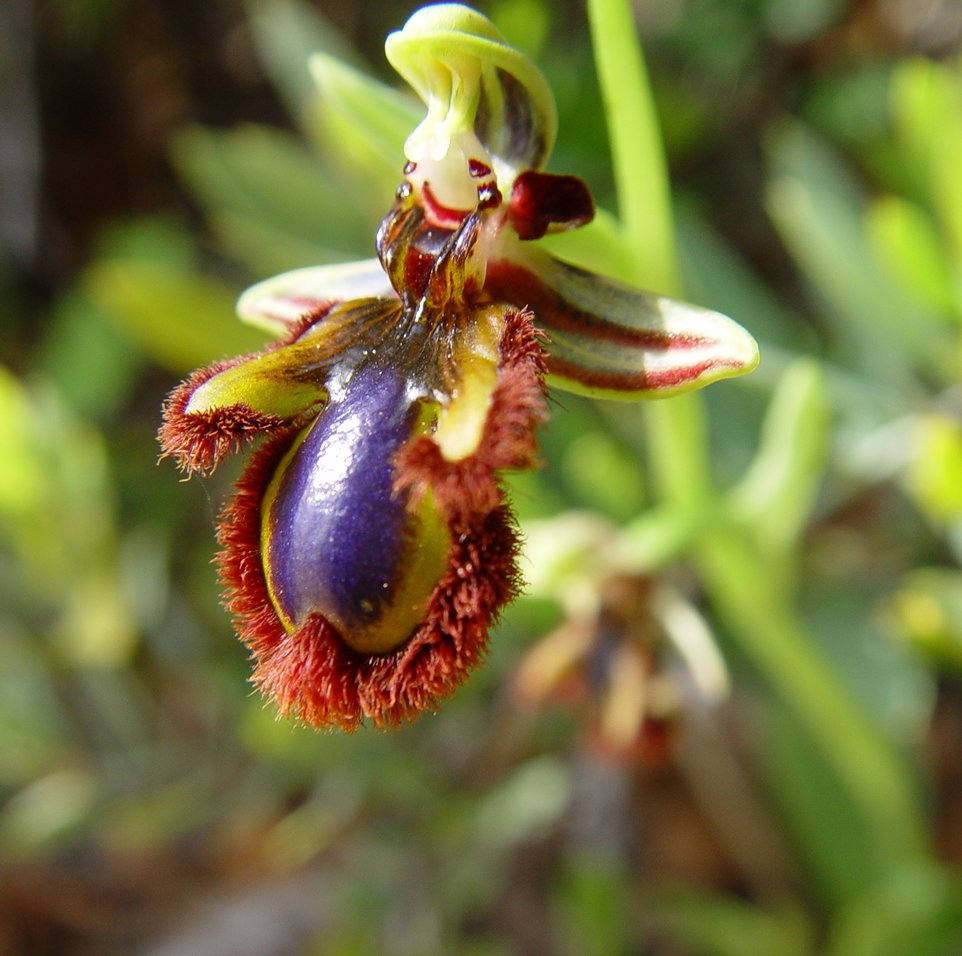
O. speculum subsp. lusitanica

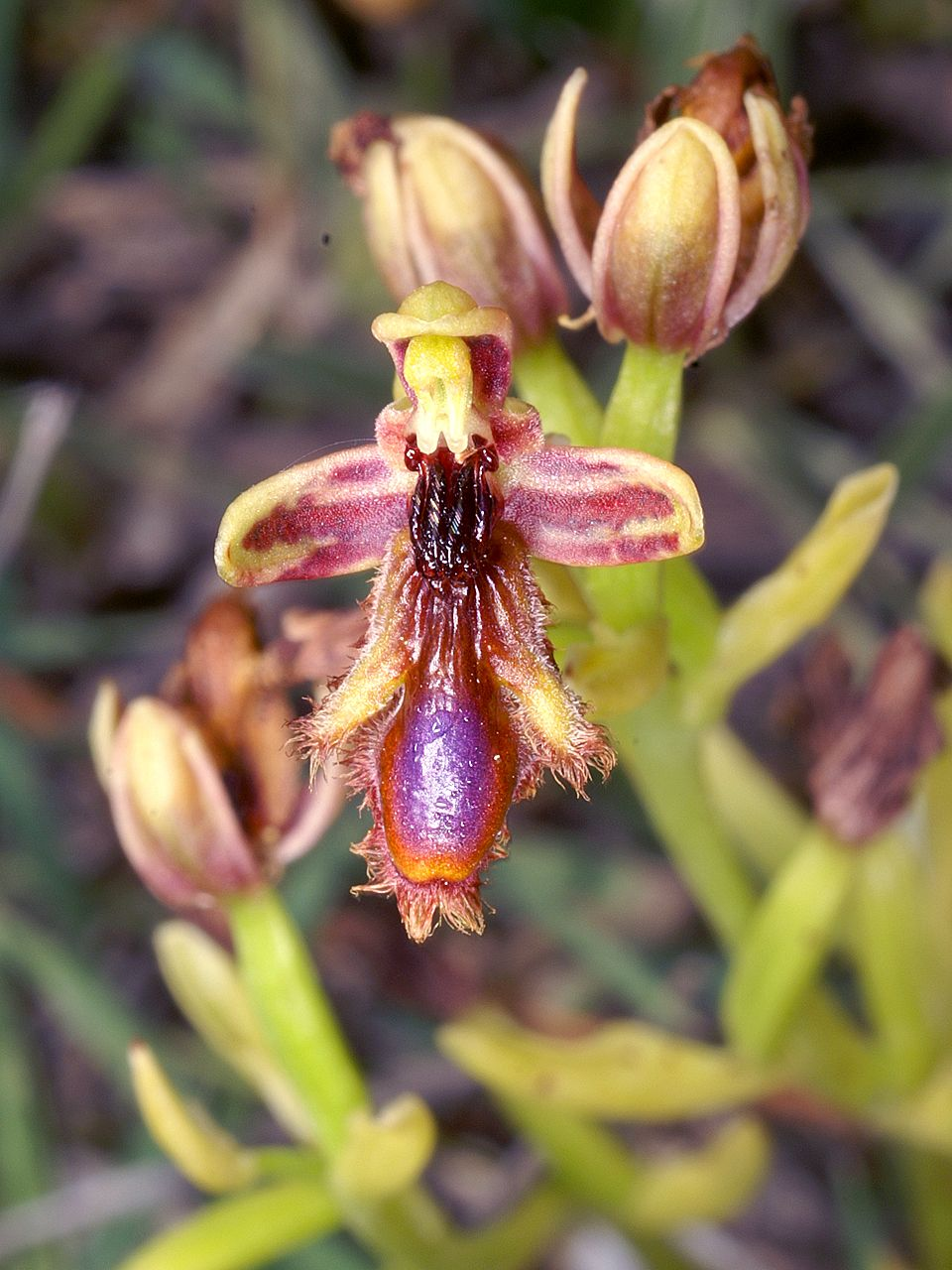
O. speculum subsp. regis-ferdinandi

L'inquadramento tassonomico di questa specie è stato a lungo fonte di controversie.
La controversia è legata, almeno in parte, alla esistenza di tre distinte sottospecie, da alcuni autori elevate al rango di specie a sé stanti:
- O. speculum subsp. speculum Link
a diffusione circum-mediterranea (dal Marocco e dalla penisola iberica sino all'Anatolia e al Libano), caratterizzata da petali scuri e da un lobo mediano dal labello moderatamente convesso, con pelosità marginale brunastra;
- O. speculum subsp. lusitanica (O.Danesch & E.Danesch) Paulus & Gack
endemica del Portogallo e dell'Andalusia, con petali chiari, labello nettamente convesso e pelosità marginale più chiara;
- O. speculum subsp. regis-ferdinandi Achtaroff & Kellerer ex Kuzmanov
diffusa nelle isole dell'Egeo e sulla costa anatolica, caratterizzata da petali chiari, lobo mediano con labello più stretto e a convessità accentuata, assai allungato.

La prima descrizione della specie si deve al naturalista tedesco Johann Heinrich Friedrich Link, che nel 1800 descrisse un esemplare raccolto nei pressi di Lisbona, battezzandolo appunto con il nome di Ophrys speculum. In epoca successiva, nel 1804, il botanico portoghese Félix Avelar Brotero pubblicò la descrizione di una specie assai simile, raccolta nei pressi di Coimbra, cui diede il nome di Ophrys vernixia. Qualche anno dopo, nel 1806, il botanico siciliano Antonino Bivona Bernardi, basandosi su esemplari raccolti nei dintorni di Palermo,  descrisse la medesima pianta dandole il nome di Ophrys ciliata, in riferimento alla densa pelosità marginale del labello. La denominazione accettata per gran parte dell'Ottocento e la prima parte del Novecento fu quella proposto da Link. Nel 1933 il re Ferdinando I di Bulgaria, appassionato di botanica, descrisse un esemplare rinvenuto nell'isola di Rodi, che fu in seguito inquadrato, nel 1971 da Kuzmanov come sottospecie O. speculum regis-ferdinandii. Nel frattempo anche gli esemplari iberici furono riconosciuti come sottospecie e battezzati come O. speculum lusitanica.

La controversia nomenclaturale esplose negli anni ottanta del secolo scorso: sulla base di eccezioni formali il binomio O. speculum fu dichiarato illegittimo e sostituito con quello successivo proposto da Brotero (O. vernixia). Successivamente, sulla base delle descrizioni e delle illustrazioni originali di Brotero, si convenne che il taxon descritto non era la sottospecie circum-mediterranea ma quella lusitanica, a cui pertanto doveva essere attribuita la denominazione proposta da Brotero. Ne conseguì che alla entità circum-mediterranea fu assegnata la denominazione cronologicamente successiva di O. ciliata proposta da Bivona. Nella realtà le tre denominazioni, quella "ufficiale" di O. ciliata e quelle "ufficiose" di O. speculum e O. vernixia hanno continuato ad essere utilizzate indifferentemente dai botanici dei vari paesi, creando una notevole confusione.

Per porre fine al caos nomenclaturale è intervenuto nel 2004 il botanico tedesco Werner Greuter, riconosciuto come uno dei massimi specialisti del settore, che ha proposto di inserire il binomio Ophrys speculum tra i nomina conservanda, cioè tra le denominazioni che la comunità botanica internazionale ritiene meritevoli di essere mantenuti anche se non del tutto rispondenti alle rigide regole di nomenclatura.
La proposta di Greuter è stata accolta in via definitiva dal Congresso Internazionale di Botanica tenutosi a Vienna nel 2005.